# Внутренние волны
Внутренние инерционно-гравитационные волны или вну́тренние во́лны — вид волновых движений в стратифицированной жидкости (газе), плотность которой растет с глубиной. Под стратификацией понимается разделение водной толщи водоёма на слои различной плотности.

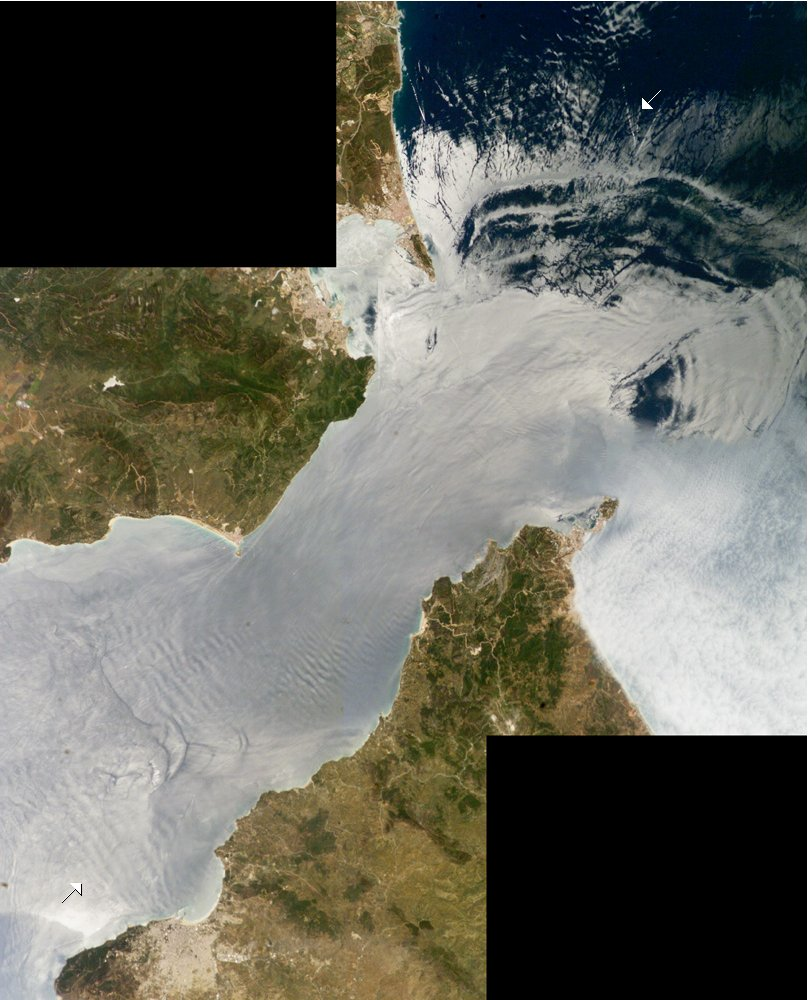

Наличие неравномерного распределения плотности в среде (жидкости или газе) является необходимым условием для возникновения внутренних волн. Стратификация водоема может возникнуть из-за множества разнообразных явлений, таких как подводные землетрясения, морские течения, таяния льдов, шторма́. С точки зрения физики, изменяется значение двух основных термодинамических параметров — температуры и давления. Не менее важно изменение солености океана, которое напрямую влияет на плотность жидкости.
Также важно отметить, что на больши́х глубинах в океане физическая модель «несжимаемой жидкости» не является верной. По причине значительного давления толщи воды, нижние слои океана являются более плотными, нежели верхние. Такой разницы в плотности достаточно для образования внутренних волн без наличия внешних воздействий (сил).

## Физика внутренних волн
Рассмотрим схематический вариант возникновения внутренней волны. Предположим для начала, что водный слой находится в положении равновесия и равнодействующая всех внешних сил равняется нулю. По некоторым причинам, определенный объем воды изменил своё положение по вертикали на {\displaystyle z}. Воду мы принимаем за несжимаемую среду (плотность постоянна), однако плотность окружающей среды изменилась на
{\displaystyle \Delta \rho ={\frac {d\rho }{dh}}z}, где {\displaystyle {\frac {d\rho }{dh}}} — градиент плотности в данной точке.

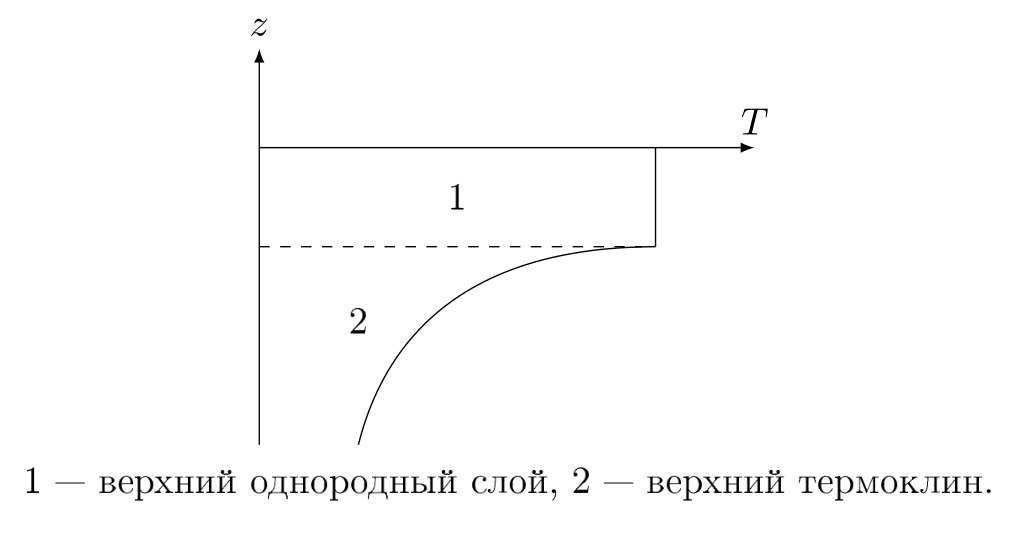
Распределение температуры по глубине в верхнем деятельном слое океана имеет следующий вид (термоклин)

Уравнение движения сместившегося объема представляет собой уравнение гармонических колебаний с частотой
{\displaystyle \omega ={\sqrt {{\frac {g}{\rho }}{\frac {d\rho }{dh}}}}}.
В большинстве случаев вертикальный градиент плотности невелик, по этой причине внутренние волны имеют бо́льшую амплитуду в сравнении с поверхностными, а также у них большой период — порядка 4 часов. Скорость внутренних волн меньше скорости поверхностных.
Приняв во внимание малость градиента плотности, необходимо учесть изменение объема сместившейся жидкости за счет изменения давления, которое выражается поправкой в формуле для частоты {\displaystyle \omega }:
{\displaystyle \omega ={\sqrt {{\frac {g}{\rho }}{\frac {d\rho }{dh}}+{\frac {g^{2}}{c^{2}}}}}}
Эта формула носит название частоты Вяйсяля — Брента.

## Высота внутренних волн

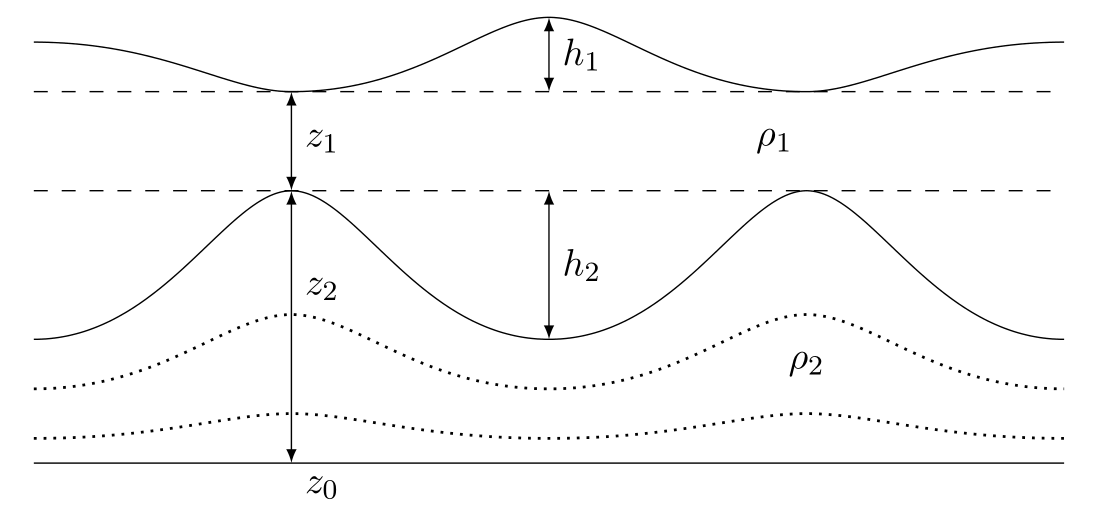
К определению зависимости высоты внутренней волны от разницы плотностей соседних слоев.

Высота внутренней волны тем больше, чем меньше разница плотностей соседних слоев разной плотности. Покажем это.
Пусть, для простоты, толща воды состоит из двух слоев с разными плотностями. Обозначим плотность верхнего слоя как {\displaystyle \rho _{1}} и его глубину как {\displaystyle z_{1}}, а плотность и глубину нижнего слоя как {\displaystyle \rho _{2}} и {\displaystyle z_{2}} соответственно. Высота поверхностных волн — {\displaystyle h_{1}}. Высота внутренних волн — {\displaystyle h_{2}}.
Разницу плотностей слоев {\displaystyle \Delta \rho =\rho _{2}-\rho _{1}}считаем малой ({\displaystyle \rho _{1}\approx \rho _{2}}). Будем также считать, что высота поверхностных волн пренебрежимо мала по сравнению с общей глубиной ({\displaystyle h_{1}\ll z_{1}+z_{2}}). В таком случае, можно приближенно считать давление на поверхность дна постоянной.
Из условия постоянства давления на дно, можно записать равенство:
{\displaystyle \rho _{1}gz_{1}+\rho _{2}gz_{2}=\rho _{1}g(z_{1}+h_{1}+h_{2})+\rho _{2}g(z_{2}-h_{2}).}
Слагаемые в этом равенстве — вклады в суммарное давление двух слоев взятых в разных участках волн (см. рисунок).
Тогда отношение высоты поверхностной волны к высоте внутренней волны:
{\displaystyle {\frac {h_{1}}{h_{2}}}={\frac {\rho _{2}-\rho _{1}}{\rho _{1}}}={\frac {\Delta \rho }{\rho _{1}}}.}
Таким образом {\displaystyle h_{2}\gg h_{1}}, при {\displaystyle \Delta \rho \ll \rho _{1}}. Иными словами, высота внутренних волн многократно превышает высоту поверхностных волн в достаточно глубоких областях водоемов.

## Связь с поверхностными волнами
Внутренние волны создают временные течения, в том числе на поверхности воды. Поэтому если поверхностные волны идут против этого течения, то они укорачиваются и поверхность воды в этом месте выглядит тёмной и шероховатой. Если же поверхностные волны идут вдоль течения, то они удлиняются и поверхность воды в этом месте выглядит гладкой. При этом уменьшения амплитуды поверхностных волн не происходит.
При смене направления ветра изменяется направление поверхностных волн, а на внутренние волны слабый ветер не оказывает влияния. Поэтому картина светлых и тёмных участков может быстро изменяться при изменении направления ветра.
Внутренние волны, подходя к поверхности, вызывают перераспределение поверхностно-активных веществ, которые в свою очередь влияют на коэффициент отражения электромагнитных, в том числе световых, волн, что и позволяет обнаруживать внутренние волны дистанционными способами, например, они видны из космоса.
Внутренние волны по сравнению с обычными поверхностными волнами обладают рядом удивительных свойств. Например, групповая скорость внутренних волн перпендикулярна фазовой, угол отражения внутренних волн от откоса не равен углу падения.